# Akan (Mönch)
Akan (japanisch 阿観; geboren 1136 in der Provinz Izumi; gestorben 4. Dezember 1207) war ein japanischer Mönch der Shingon-Richtung des Buddhismus.

## Leben und Wirken
Akan wurde im Landkreis Ōtori (大鳥郡) der Provinz Izumi als Sohn des Yamato Sadahira (大和貞平) geboren. Von früher Jugend an bestieg er regelmäßig den Berg Kōya, um dort die esoterische Richtung des Buddhismus zu studieren. Dann sah er im Traum eine erhabene Gottheit und schloss sich den Mönchen des Amano-Berges (天野山) an. Auf Wunsch des Kaisers Go-Shirakawa baute er den dort aufgegebenen Tempel unter dem Namen „Amanosan Kongō-ji“ wieder auf. 1172 konnte er Kaiser Takakura am Tempel begrüßen, für den er die Mieiku-Zeremonie (御影供) durchführte. 1178 errichtete er die Haupthalle, 1181 führte er die Denpōkai (伝法会) durch und baute nach und nach den Tempel wieder auf.
Mit der „Sechs-Kannon-Gruppe“ (六観音像 Roku Kannon-zō), die er 1165 gemalt hatte, zeigte er auch künstlerische Fähigkeiten.